# تنظير الصدر
تنظير الصدر (بالإنجليزية: Thoracoscopy) هو إجراء طبي يشمل الفحص الداخلي، أخد عينات و/أو استئصال المرض أو الكتل داخل التجويف الجنبي وتجويف الصدر. يمكن تنفيذ تنظير الصدر إما تحت التخدير العام أو تحت مخدر موضعي.